# Polymorphus kenti
Polymorphus kenti är en hakmaskart som beskrevs av Van Cleave 1947. Polymorphus kenti ingår i släktet Polymorphus och familjen Polymorphidae. Inga underarter finns listade i Catalogue of Life.